# Big Show
Paul Donald Wight (Aiken, 8 februari 1972), beter bekend als Big Show, is een Amerikaans acteur en professioneel worstelaar die sinds februari 2021 onder contract staat bij All Elite Wrestling (AEW), waar hij naast worstelaar ook commentator is voor een nieuwe YouTube-serie genaamd AEW Dark: Elevation. Wight is vooral bekend van zijn bij WWE van 1999 tot 2007 en 2008 tot 2021 onder de ringnaam Big Show.
Big Show is een 4-voudig WWE World Heavyweight Champion, 2-voudig WCW World Heavyweight Champion en een 3-voudig WWE Hardcore Champion. Big Show is tevens een voormalig WWE Intercontinental Champion, WWE United States Champion, 3-voudig WWE Tag Team Champion en 5-voudig WWE World Tag Team Champion, waardoor hij de 24e Triple Crown Champion en 12e Grand Slam Champion was in de geschiedenis. Voorts won hij 3 keer het WCW World Tag Team Championship als partner met Lex Luger, Sting en Scott Hall, respectievelijk. Big Show veroverde een keer het ECW World Heavyweight Championship.
Naast onder andere André the Giant, Giant González en The Great Khali behoort hij naar gewicht en lengte tot de meest imposante worstelaars aller tijden. Big Show is 2,13 meter lang en woog ooit meer dan 200 kg, maar is reeds afgevallen tot ongeveer 175 kg. Big Show leed net als André the Giant aan de hypofyseziekte acromegalie, maar in tegenstelling tot André the Giant was hij verlost van de ziekte na een chirurgische ingreep eind jaren '90. Big Show was in maart 2015 symbolisch de tweede winnaar van de "André the Giant Memorial Battle Royal" bij het evenement WrestleMania 31. Big Shows bijnaam luidt "The World's Largest Athlete".

## Professioneel worstel carrière (1995-)

### World Championship Wrestling (1995-1999)
Paul Wight maakte in 1995 zijn eerste optreden bij het evenement Slamboree tijdens de voornaamste wedstrijd tussen een team bestaande uit Hulk Hogan en "Macho Man" Randy Savage en een team bestaande uit Ric Flair en Big Van Vader. Wight debuteerde op 18 juni 1995 in de WCW (World Championship Wrestling) bij het evenement The Great American Bash gedurende een wedstrijd tussen Arn Anderson en The Renegade, die werd bijgestaan door 'manager' Jimmy Hart.
Een maand later, in een aflevering van WCW Main Event en vlak voor het evenement Bash at the Beach, verstoorde Wight een interview tussen Hulk Hogan en "Mean" Gene Okerlund. Wight introduceerde zichzelf als "The Giant", beweerde volgens de verhaallijn de zoon te zijn van André the Giant en gaf Hulk Hogan de schuld voor de dood van zijn "vader". De vertolker van "André the Giant", André Roussimoff, overleed in 1993 aan de gevolgen van een hartfalen door acromegalie oftewel buitenproportionele groei van een of meerdere lichaamsdelen, een zeldzame spierziekte waar ook Wight symptomen van vertoont.
"The Giant" sloot zich aan bij de worstelgroep "Dungeon of Doom" - met onder anderen Kevin "The Taskmaster" Sullivan - die op dat moment een verhaallijn speelde naast Hulk Hogan en zijn bondgenoten van New World Order (nWo). "The Giant" en Hogan disputeerden maandenlang met elkaar, wat zijn hoogtepunt bereikte toen hij Hogan uitdaagde voor het WCW World Heavyweight Championship. Op 29 oktober 1995 veroverde "The Giant" het kampioenschap op 23-jarige leeftijd, waarmee hij de jongste kampioen werd in de geschiedenis.
Op 22 april 1996 won The Giant voor de tweede keer het WCW World Heavyweight Championship nadat hij toenmalig kampioen Ric Flair versloeg. Hij behield de titel tot 10 augustus 1996, toen hij verloor van Hogan. Drieëntwintig dagen later vergezelde "The Giant" de nWo, maar verliet alsnog het team in december 1996. "The Giant" vocht samen met Sting en Lex Luger tegen de nWo en veroverde twee keer het WCW World Tag Team Championship. Wight bleef als "The Giant" actief in de WCW tot 8 februari 1999, waarna hij tekende bij World Wrestling Federation (nu WWE).

### World Wrestling Federation/World Wrestling Entertainment (1999-2021)

#### The Corporation (1999-2000)

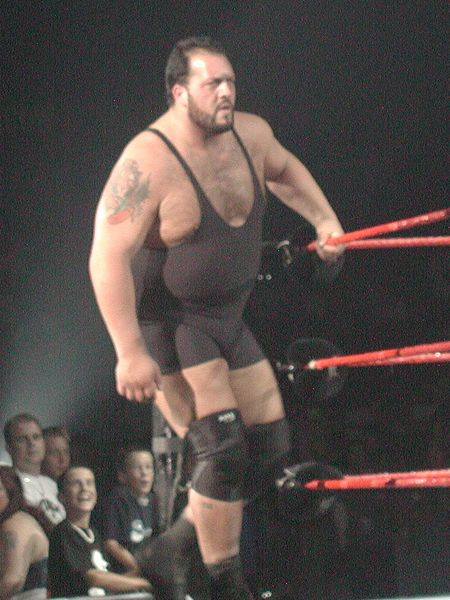
Big Show in september 2002

Op 9 februari 1999 tekende Wight een 10-jarig contract bij de World Wrestling Federation (WWF), en debuteerde bij het evenement St. Valentine's Day Massacre: In Your House als een heel ("schurk") en werd lid van Vince McMahon's worstelgroep "The Corporation". Wight speelde een rol als bodyguard van McMahon. Wight noemde zichzelf een paar weken "Big Nasty" Paul Wight, tot hij zijn ringnaam definitief veranderde in "(The) Big Show".
In augustus 1999, bij het evenement SummerSlam, en op 7 september 1999 won Big Show samen met The Undertaker - als "The Unholy Alliance" - twee keer het WWF Tag Team Championship. Big Show nam in feite de plaats in van de toen geblesseerde Stone Cold Steve Austin. Big Show veroverde het WWF Championship met een overwinning tegen titelverdediger Triple H en Dwayne "The Rock" Johnson bij het evenement Survivor Series in november 1999. Big Show was titelhouder tot 3 januari 2000 toen Triple H hem alweer versloeg.
In het najaar van 2000 werd hij door The Undertaker door een tafel gegooid. Enkele weken later werd hij door de WWF naar het opleidingscentrum "Ohio Valley Wrestling" (OVW) gestuurd, alwaar de imposante Big Show in alle rust gewicht kon verliezen zoals hem door de federatie en om gezondheidsredenen werd aangeraden, en zijn hart en vaatstelsel te verbeteren.

#### WWE Hardcore Championship & "The Invasion" (2001-2002)
Big Show keerde in januari 2001 terug bij het evenement Royal Rumble en participeerde in de traditionele Royal Rumble, maar werd al snel geëlimineerd door The Rock. Een maand later veroverde Big Show het WWF Hardcore Championship met een overwinning tegen Raven bij het evenement No Way Out, waarna hij de titel alweer moest afstaan aan Raven. Op 21 mei 2001 won Big Show voor de tweede keer het WWF Hardcore Championship door Rhyno te verslaan, maar hij verloor enkele weken later het kampioenschap aan Chris Jericho.
Tijdens de fameuze verhaallijn "The Invasion", een strijd tussen worstelaars met een verleden in de WCW en worstelaars uit de WWF, bleef Big Show de federatie trouw. Op 12 juli 2002 won Big Show voor de derde keer het WWF Hardcore Championship, maar verloor meteen zijn titel. Een jaar later zou John "Bradshaw" Layfield zich kronen tot nieuwe WWF Hardcore Champion. Layfield werd in totaal 17 keer WWE Hardcore Champion, een record.

#### WWE Championship & WWE United States Championship (2002-2005)

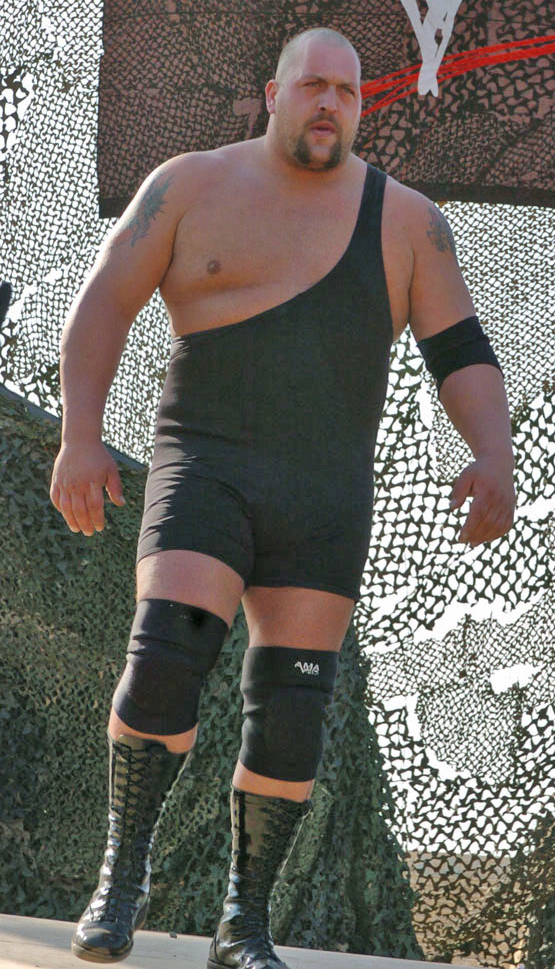
Big Show in december 2004

In het najaar van 2002 daagde hij Brock Lesnar maandenlang uit voor zijn WWE Championship. Lesnar was op dat moment de jongste WWE Champion in de geschiedenis van de federatie. Big Show slaagde er in Lesnar het kampioenschap afhandig te maken bij het evenement Survivor Series in november 2002.
Een jaar later, bij het evenement No Mercy veroverde Big Show het WWE United States Championship met een overwinning tegen Eddie Guerrero. Guerrero overleed in november 2005 aan de gevolgen van een hartstilstand. Big Show was een jaar lang onbetwist kampioen, tot hij werd verslagen door John Cena bij het evenement WrestleMania XX in maart 2004, Cena's eerste grote verwezenlijking als lid van de federatie. Cena zou uitgroeien tot een van de meest polariserende worstelaars in de geschiedenis en won tot dusver 16 wereldtitels, een gedeeld record met Ric Flair. In april 2005 verloor hij van Akebono in een (kayfabe) sumopartij bij het evenement WrestleMania 21.
Big Show en Kane veroverden samen het WWE World Tag Team Championship van Lance Cade en Trevor Murdoch bij het evenement Taboo Tuesday in november 2005. Het duo werd uiteindelijk verslagen door Spirit Squad, de worstelgroep waarmee Dolph Ziggler debuteerde op televisie als "Nicky".

#### ECW (2006-2007)
Vanaf juni 2006 was Big Show actief in het programma ECW, een reboot van de eind jaren '90 failliet gegane worstelorganisatie Extreme Championship Wrestling van promotor Paul Heyman. Op 4 juli 2006 veroverde Big Show het ECW World Heavyweight Championship met hulp van Heyman. Big Show versloeg titelverdediger Rob Van Dam.
Big Shows meest geroemde wedstrijd als regerend ECW World Heavyweight Champion was er één als partner van de McMahons (Vince & Shane McMahon) tegen het tag team D-Generation X (Triple H & Shawn Michaels) in een Hell in a Cell match bij het evenement Unforgiven in september 2006. Big Show en de McMahons verloren deze wedstrijd.
Big Show werd verslagen door Bobby Lashley in een Elimination Chamber match bij het evenement December to Dismember in december 2006 - wat gebeurde volgens de regels van een Extreme Rules match, hoewel dit wedstrijdtype nog niet bestond. Op 8 februari 2007 kondigde de WWE aan dat zijn contract na onderling overleg werd ontbonden. Twee maanden na zijn vertrek verloor hij van voormalig nWo-partner Hulk Hogan bij een evenement georganiseerd door "Memphis Wrestling" op 27 april 2007.

### Terugkeer naar WWE (2008-heden)

#### Floyd Mayweather, "Jeri-Show" & "ShoMiz" (2008-2010)

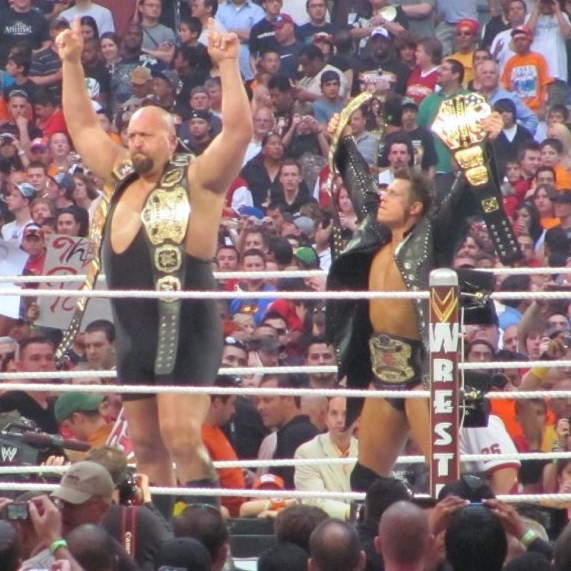
Big Show met The Miz als Unified WWE Tag Team Champions

Big Show keerde terug naar de World Wrestling Entertainment bij het evenement No Way Out op 17 februari 2008, waar hij geconfronteerd werd door bokser Floyd Mayweather. Mayweather maakte destijds enkele gastverschijningen voor de federatie. Big Show kreeg een stoot van Mayweather en liep daardoor een bloedneus op. Deze verhaallijn naast Mayweather Jr. bereikte zijn hoogtepunt bij het evenement WrestleMania XXIV, waar hij een fictieve bokswedstrijd verloor via knock-out. In het najaar van 2008 had Big Show een korte verhaallijn aan de zijde van The Great Khali en The Undertaker, alsook had Big Show een (kayfabe) geheime relatie met Vickie Guerrero, dewelke door John Cena werd geopenbaard.
Big Show vormde sinds september 2009 - met name sinds het evenement Night of Champions - een tag team met Chris Jericho als "Jeri-Show". Big Show verving feitelijk de zwaar geblesseerde Edge. Edge stond aan de kant met een rugblessure die hem twee jaar later zou dwingen tot een vervroegd pensioen als professioneel worstelaar. Op dat moment waren Jericho en Edge echter Unified WWE Tag Team Champions, maar Big Show droeg voortaan Edge's titelriem. "Jeri-Show" verloor de titels aan D-Generation X (Triple H & Shawn Michaels) in een Tables, Ladders and Chairs match bij het gelijknamig evenement in december 2009.
Tijdens een aflevering van Monday Night Raw op 8 februari 2010 heroverde Big Show het WWE Tag Team Championship van "D-Generation X" met zijn nieuwe tag teampartner The Miz, een samenwerking beter bekend als "ShoMiz". "ShoMiz" werd echter verslagen door The Hart Dynasty (Tyson Kidd & David Hart Smith) in een aflevering van Raw op 26 april 2010.

#### "The Corre" & Mark Henry (2010-2011)
In januari 2010 begon tevens een verhaallijn tussen Big Show en het tag team The Corre (Justin Gabriel & Justin Gabriel). Big Show kreeg vanaf maart 2010 steun van zijn voormalige partner Kane. Op 19 april 2011 veroverde Big Show samen met Kane het WWE Tag Team Championship met een overwinning tegen "The Corre", maar ze werden uiteindelijk verslagen door The Nexus-leden David Otunga en Michael McGillicutty. In juni 2011 begon Big Show te redetwisten met Mark Henry, maar verloor van Henry bij het evenement Money in the Bank. Enkele dagen later kwam de federatie via de website met het nieuws dat Big Show een kuitbeenblessure had opgelopen en hij was daardoor een aantal weken inactief.
Tijdens een aflevering op van Monday Night Raw op 3 oktober 2011 werd aangekondigd dat Big Show zou terugkeren in een aflevering van het programma Friday Night SmackDown! op 7 oktober 2011. Twee maanden later versloeg hij Mark Henry bij het evenement Tables, Ladders and Chairs en veroverde het World Heavyweight Championship. Big Show moest nog diezelfde avond zijn titelriem doorgeven aan Daniel Bryan, die zijn Money in the Bank-koffer voor een kans op het kampioenschap succesvol indiende.

#### WWE Intercontinental Championship & World Heavyweight Championship (2012-2013)
Big Show versloeg Cody Rhodes voor het WWE Intercontinental Championship bij het evenement WrestleMania XXVIII in april 2012. Big Show moest echter het kampioenschap alweer doorgeven aan Rhodes bij het evenement Extreme Rules eind april. In oktober 2012 veroverde hij voor de tweede keer in zijn carrière het World Heavyweight Championship bij het evenement Hell in a Cell. Big Show versloeg titelverdediger Sheamus nadat hij die laatste ernstig toetakelde met een gigantische klapstoel. Op 8 januari 2013 moest hij de titel afstaan aan Alberto Del Rio, die hem versloeg in een "Last Man Standing"-wedstrijd (NB: eerste worstelaar die niet binnen 10 seconden opstaat, verliest).

#### Verschillende verhaallijnen (2013-2021)
In mei 2013 blesseerde hij zijn schouder, waardoor hij even aan de kant stond. Tijdens een aflevering van Monday Night Raw op 12 augustus 2013 maakte Big Show zijn rentree als een face ("goede worstelaar") om Mark Henry en Rob Van Dam uit de nood te helpen tegen de worstelgroep The Shield (Dean Ambrose, Seth Rollins & Roman Reigns). Big Show slaagde er in "The Shield" af te weren.
Big Show had in 2015 een aantal ontmoetingen met voormalige "rivaal" Brock Lesnar, waaronder bij het evenement The Beast in Tokyo waar voornamelijk worstelaars van het opleidingsprogramma WWE NXT optraden. Big Show moest ondanks zijn postuur telkens het onderspit delven. Big Show was in maart 2015 symbolisch de tweede winnaar van de "André the Giant Memorial Battle Royal" bij het evenement WrestleMania 31.

#### Sporadische verschijning en vertrek (2016–2021)
Tijdens een aflevering van Raw op 4 september 2017 verloor Big Show van Braun Strowman in een steel cage match. Op 6 april 2018 introduceerde Big Show zijn oude vriend en rivaal Mark Henry in de WWE Hall of Fame.
Op 7 oktober 2018 werd aangekondigd dat hij een terugkomst zou maken op een aflevering van SmackDown Live op 9 oktober 2018, tegen Randy Orton. Het diende als een kwalificatie om deel te nemen aan de inaugurele WWE World Cup bij het evenement Crown Jewel, waar hij vervolgens verloor door Orton in de Main Event. De week daarna op de 1000ste aflevering van SmackDown hielp Show de tag team, The Bar (Cesaro & Sheamus) voor een overwinning op The New Day voor het WWE SmackDown Tag Team Championships, wat betekende dat Show heel (jargon: slechterijk) keerde. Een week later bevestigde hij zijn alliantie met The Bar en nam het op tegen Kofi Kingston en won in een dominante wijze na een vlaag van Chokeslams. Bij het evenement Crown Jewel, hielp Show The Bar om de titels te behouden. Op 27 november 2018, bij een aflevering van SmackDown Live, eindigde de alliantie met Show en The Bar, nadat Show een KO vuist gaf aan Cesaro. Daarna werd Big Show van televisie afgeschreven wegens een hamstringblessure.
Op 6 januari 2020, bij een aflevering van Raw, keerde na een jaar terug van zijn blessure en vormde een team met Kevin Owens en Samoa Joe om van Seth Rollins en AOP te winnen, wat betekende dat hij face keerde. Bij het evenement WrestleMania 36, keerde Show weer heel, waarbij hij de nieuw gekroonde WWE Champion Drew McIntyre beledigde en uitdaagde voor een wedstrijd, die hij vervolgens verloor. Op 15 juni 2020, bij een aflevering van Raw, keerde Show weer face door The Street Profits en The Viking Raiders te helpen om een groep van ninja's af te weren, die geleid werden door Akira Tozawa. Big Show worstelde voor het laatst in een wedstrijd tegen Randy Orton op 20 juli 2020 op een aflevering van Raw.
Op 22 november 2020, bij het evenement Survivor Series, maakte hij een verschijning bij de afscheid van The Undertaker. Op 4 januari 2021, bij een speciale aflevering van Raw genaamd Raw Legends Night, maakte hij zijn laatste verschijning in WWE. Wight en WWE gingen de volgende maand uit elkaar, nadat het was gemeld dat de twee partijen het niet eens konden worden over financiële voorwaarden voor een nieuw contract.

### All Elite Wrestling (2021-heden)
Op 24 februari 2021, werd aangekondigd door All Elite Wrestling (AEW), dat Big Show, onder zijn echte naam Paul Wight, een lang termijnen contract heeft getekend bij de organisatie en zou commentator worden op de nieuwe AEW YouTube-serie genaamd AEW Dark: Elevation, die 15 maart 2021 in première ging. Hij debuteerde op 3 maart 2021 op een aflevering van AEW Dynamite getiteld The Crossroads en kondigde aan dat hij een "grote primeur" had dat AEW "een Hall of Fame waardig talent zou tekenen dat een enorme verrassing en een enorme aanwinst is" bij het evenement Revolution, waarvan werd onthuld dat het Christian Cage is.

## Acteer carrière
Paul Wight maakte zijn filmdebuut in het melodrama Reggie's Prayer uit 1996, waarin hij Mr. Portola speelde. Dat jaar kreeg hij ook de kans om samen te werken met Arnold Schwarzenegger, Sinbad en Phil Hartman in de filmkomedie Jingle All the Way.
In 1998 verscheen hij in twee langspeelfilms. Eerst was hij te zien in McCinsey's Island, als tegenspeler van collega-worstelaar Hulk Hogan. Vervolgens speelde hij een idool van Adam Sandler, Captain Insano, in de zeer succesvolle sportkomedie The Waterboy. Zijn volgende film was de 3D-familiefilm Little Hercules uit 2006.
Wight kreeg een rol aangeboden als Brick Hughes in de actiekomedie MacGruber uit 2010, een parodie op de televisieserie MacGyver uit de jaren '80. 
In de komedie Knucklehead speelde Wight de hoofdpersoon, Walter Krunk. Hij speelde mee in de actiefilm Vendetta als Victor Abbott en dook hij op als zichzelf in de actiefilm Countdown, net als Knucklehead een film van WWE Studios. In 2020 speelde hij een van de hoofdrollen in The Big Show Show. In de loop van zijn carrière maakte Wight gastoptredens in verschillende - veelal komische - televisieseries, waaronder Thunder in Paradise (1994), Saturday Night Live (2000-2002), MADtv (2004), Star Trek: Enterprise (2004) en Psych (2013).

### Televisieoptredens
- Thunder in Paradise (1994)
- Figure It Out (1998)
- Cousin Skeeter (1999) in aflevering "Skeeter's Suplex"
- Saturday Night Live (2000)
- The Cindy Margolis Show (2000)
- The Weakest Link (2001) - WWF Editie
- Saturday Night Live (2002)
- TV total (2002)
- One on One (2002) in aflevering "Is It Safe?" als "Miles"
- Player$ (2004) in aflevering "Barenaked Players"
- MADtv (2004)
- Star Trek: Enterprise (2004) in aflevering "Borderland" als "Orion Slave Trader #1"
- Hogan Knows Best (2004–2005, 2007)
- Late Night with Kevin (2005)
- Late Night with Conan O'Brien (2008)
- Attack of the Show! (2008)
- VH1 Top 20 Countdown (2009)
- Royal Pains (2010) in aflevering "Keeping the Faith" als "Donald Green aka The Garbage Collector"

## In het worstelen
- Finishers
  - Chokeslam
  - Spear

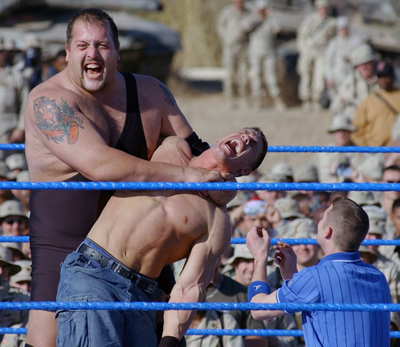
Big Show met de 'Abdominal stretch' bij John Cena in december 2003

  - WMD - Weapon of Mass Destruction
  - Colossal Clutch
- Signature moves
  - Abdominal stretch
  - Bearhug
  - Big boot
  - Elbow drop
  - Spinning inverted headlock elbow drop
  - Headbutt
  - Military press slam
  - Open-handed chop to a cornered opponent's chest
  - Showstopper
  - Sidewalk slam
- Managers
  - Kevin "The Taskmaster" Sullivan
  - Ric Flair
  - Jimmy Hart
  - Jim Strauser
  - Robert "Leprechaun" Taylor
  - Paul Bearer
  - Joy Giovanni
  - Shane McMahon
  - Vince McMahon
  - Paul Heyman
  - Vickie Guerrero
- Bijnamen
  - "The World's Largest Athlete"
  - "The (500-pound) Giant"

## Prestaties
- Pro Wrestling Illustrated
  - PWI Rookie of the Year (1996)
  - PWI Wrestler of the Year (1996)

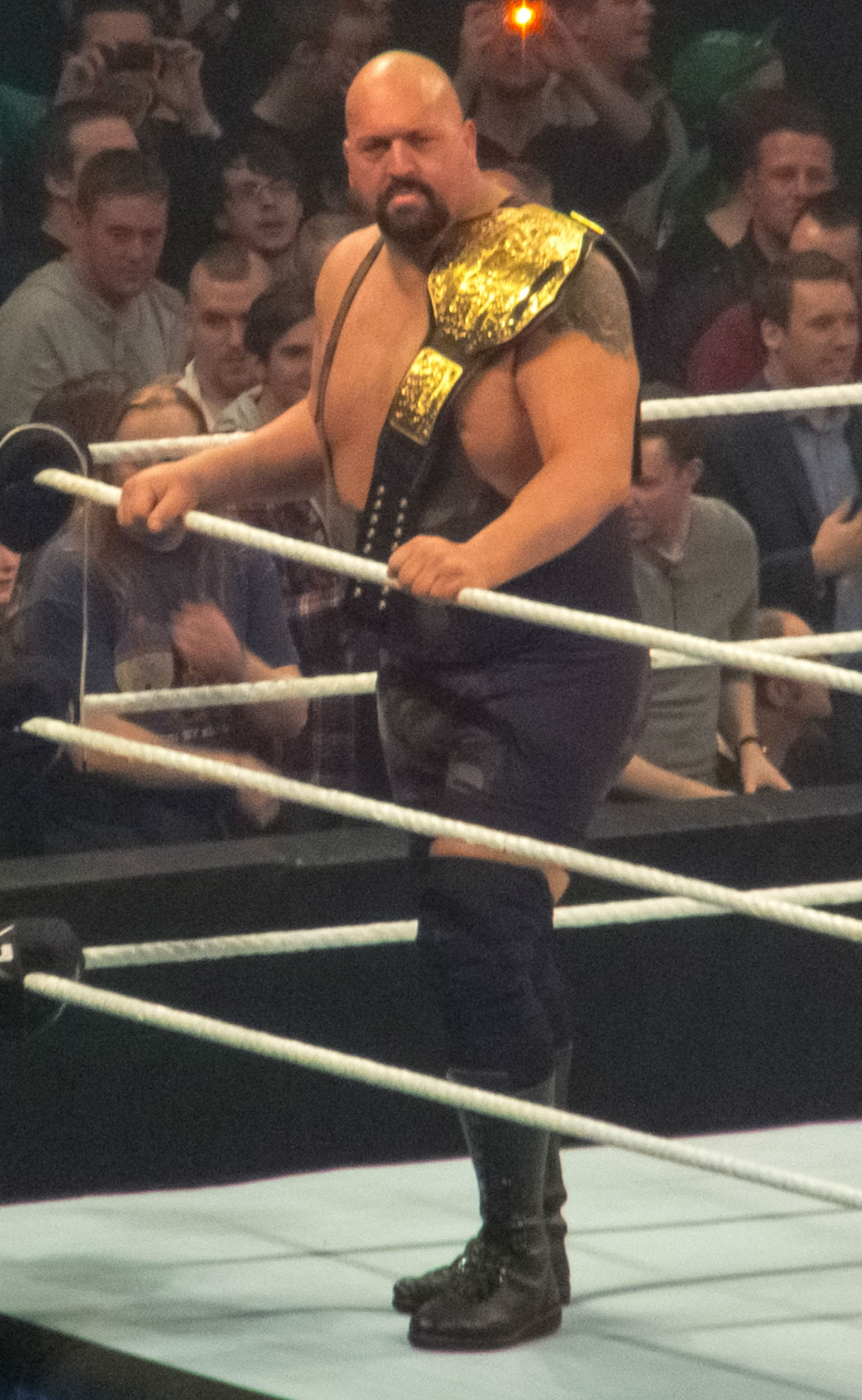
Big Show als WWE World Heavyweight Champion in 2012

  - Gerangschikt op nummer 2 van Top 500 single worstelaars in PWI Top 500 in 1996
  - Gerangschikt op nummer 137 van de Top 500 single worstelaars in de PWI Years in 2003
- World Championship Wrestling
  - WCW World Heavyweight Championship (2 keer)
  - WCW World Tag Team Championship (3 keer; 1x met Lex Luger, 1x met Sting en 1x met Scott Hall)
  - WCW World War 3 Winnaar (1996)
- WWF/E
  - WWF/WWE Championship (2 keer)
  - World Heavyweight Championship (2 keer)
  - ECW World Heavyweight Championship (1 keer)
  - WWE Intercontinental Championship (1 keer)
  - WWF Hardcore Championship (3 keer)
  - WWE United States Championship (1 keer)
  - WWE World Tag Team Championship (5 keer; 2x met The Undertaker, 1x met Kane en 1x met Chris Jericho en 1x met The Miz)
  - WWE Tag Team Championship (3 keer; 1x met Chris Jericho, 1x met The Miz en 1x met Kane)
  - Bragging Rights Trophy (2010) – met Team SmackDown (met Alberto Del Rio, Edge, Jack Swagger, Kofi Kingston, Rey Mysterio en Tyler Reks)
  - Triple Crown Championship (24ste)
  - Grand Slam Championship (12de)
  - Slammy Award
    - "Tag Team of the Year" (2009) – met Chris Jericho
    - "Holy !@#$ Move of the Year" (2011) – met Mark Henry
    - "Betrayal of the Year" (2012) - vs. John Cena bij het evenement Over the Limit
    - "This is Awesome" Moment of the Year (2013) – Gaf een KO punch naar Triple H on Raw

  - André The Giant Memorial Battle Royal" (2015)
- Wrestling Observer Newsletter awards
  - Rookie of the Year (1996)
  - Worst Feud of the Year (1999) vs. The Big Boss Man
  - Worst Feud of the Year (2013) vs. The Authority
  - Worst Wrestler (2001, 2002)
  - Most Embarrassing Wrestler (2002)